# Óscar Soliz Villca
Óscar Soliz Villca (Villazón, Província de Modesto Omiste, 9 de gener de 1985) és un ciclista bolivià, professional des del 2011, actualment a l'equip Movistar Team América. S'ha proclamat nombrosos cops campió nacional, tant en ruta com en contrarellotge.

## Palmarès
- 2007
  - 1r a la Doble Sucre Potosí i vencedor d'una etapa
  - 1r a la Doble Copacabana Grand Prix Fides i vencedor d'una etapa
- 2008
  -  Campió de Bolívia en contrarellotge
- 2009
  - Vencedor d'una etapa a la Doble Sucre Potosí
  - Vencedor de 3 etapes a la Volta a Bolívia
- 2010
  -  Campió de Bolívia en ruta
  -  Campió de Bolívia en contrarellotge
  - 1r a la Doble Sucre Potosí i vencedor de 3 etapes
  - 1r a la Volta a Bolívia i vencedor de 3 etapes
- 2011
  -  Campió de Bolívia en contrarellotge
  - Vencedor d'una etapa a la Volta a Costa Rica
- 2012
  -  Campió de Bolívia en contrarellotge
  - 1r a la Clàssica Internacional de Tulcán i vencedor d'una etapa
  - Vencedor de 3 etapes a la Volta a Bolívia
- 2013
  - 1r a la Volta al sud de Bolívia i vencedor de 3 etapes
  - Vencedor de 2 etapes a la Volta a Bolívia
- 2014
  -  Campió de Bolívia en ruta
  -  Campió de Bolívia en contrarellotge
  - 1r al Clásico RCN i vencedor de 2 etapes
- 2015
  -  Campió de Bolívia en ruta
  -  Campió de Bolívia en contrarellotge
- 2016
  -  Campió de Bolívia en ruta
  -  Campió de Bolívia en contrarellotge